# عين الرمانة (عاليه)
عين الرمانة هي قرية لبنانية تعتبر إحدى ضواحي بيروت التي تبعد عليها 17 كم و على حدود عاليه. تتبع عين الرمانة قضاء عاليه في محافظة جبل لبنان. يبلغ عدد سكانها 1,000 نَسمة أغلبهم من المسيحيين.